# アロンゾ・ジー
アロンゾ・ジー  (Alonzo Edward Gee 1987年5月29日 - )は、アメリカ合衆国・フロリダ州出身の元プロバスケットボール選手。ポジションはスモールフォワード。

## 来歴
アラバマ大学で4年間プレーしたものの、2009年のNBAドラフトでは、どのチームからも指名を受けることは出来ず、ジーは同年のNBAサマーリーグでサンアントニオ・スパーズの一員として参加。  シーズン前のキャンプではミネソタ・ティンバーウルブズのキャンプに参加するも、開幕前に解雇され、11月のDリーグドラフトでオースティン・トロスから指名され、NBA入りを目指すことになり、翌年3月にワシントン・ウィザーズと10日間契約を結び、NBA入り。その後サンアントニオ・スパーズでもプレーするも、直ぐに解雇されるなどNBAに定着出来なかったジーだったが、2010年12月28日にクリーブランド・キャバリアーズと契約してから状況が一変。レブロン・ジェームズを失い弱体化していたキャバリアーズで直ぐにローテーションに加わり、スターターに定着。2012年9月10日には3年975万ドルの再契約を勝ち取り、2012-13シーズンは全試合にスタメン出場するなど、低迷に苦しむキャバリアーズを支えてきた。
ところが、2014年7月にレブロン・ジェームズがキャバリアーズに復帰したことで、ジーの存在価値は無くなり、オフの数ヶ月間にニューオーリンズ・ペリカンズ、ヒューストン・ロケッツ、サクラメント・キングスをたらい回しにされた末に解雇。2014-15シーズンはデンバー・ナゲッツとポートランド・トレイルブレイザーズでプレーした。
2015年7月16日、ニューオーリンズ・ペリカンズと2年契約を結んだ。
2016-17シーズン開幕前に、ランス・スティーブンソンとのロースター争いに敗れ解雇。11月15日にデンバー・ナゲッツと契約したが、2017年1月6日に解雇。8日に10日間契約で再契約した。